# Jelena Agbaba
Jelena Agbaba (født 20. juli 1997 i Kikinda, Serbien) er en serbisk håndboldspiller, som spiller for ungarske Budaörs Handball og Serbiens kvindehåndboldlandshold.
Hun blev udtaget til landstræner Uroš Bregars trup ved VM i kvindehåndbold 2021 i Spanien, hvor det serbiske hold blev nummer 12.